# Каура (река)
Каура (на испански: Rio Caura) е река във Венецуела, десен приток на река Ориноко. Дължината ѝ е 723 km, а площта на водосборния басейн – 52 000 km² (5,26% от водосборния басейн на Ориноко).
Река Каура води началото си на 1350 m н.в. под името Мереваи, от най-северните части на планината Сера Парима, заемаща южните райони на централните части на Гвианска планинска земя, в щата Боливар, в близост до индианското селце Сарариня. С изключение на най-долното си течение, където тече през Гвианската низина, пресича от юг на север Гвианска планинска земя в дълбока долина, като образува многочислени прагове (Юруа, Сурапире и др.) и водопади (Аймара и др.). Влива се отдясно в река Ориноко на 15 m н.в. Основни притоци: леви – Еребато, Ничаре, Мато, Сипао; десни – Сейба. През годината оттокът ѝ е с големи колебания, като пълноводието е през лятото. Средният ѝ годишен отток е 2720 m³/s. Плавателна е за плитко газещи речни съдове на 150 km от устието.